# 桑原水菜
桑原 水菜（くわばら みずな、9月23日 - ）は、日本の小説家。千葉県出身。別名義に、多武峰 洸（とうのみね こう ）。

## 経歴・人物
中央大学文学部史学科卒業。投稿作「風駆ける日」が、1989年下期の第14回ノベル大賞でコバルト読者大賞を受賞し、同作が『Cobalt』1990年2月号に掲載されてデビューした。その後コバルト文庫を中心に作品を発表している。代表作は『炎の蜃気楼（）』。
オリジナルの漫画原作を手掛けることもあり、『イルゲネス』は小説を刊行した後に続編を作者書き下ろしシナリオ、作画石据カチルで『イルゲネス〜黒曜の軌跡〜』『イルゲネス〜偽翼の交響曲〜』として『月刊コミックアヴァルス』に連載。多武峰 洸名義による原作提供に『焔の柩』（ヒのヒツギ）がある。作画はよしゆき。

## 作品リスト

### 炎の蜃気楼（）
コバルト文庫。全40巻＋番外編。挿絵は東城和実（炎の蜃気楼からわだつみの楊貴妃まで）と浜田翔子（黄泉への風穴以降）。
本編はシリーズ合計600万部を超える人気作品で、多数のイメージアルバム、CDドラマなどがリリースされ、漫画・アニメ化された。なおこの炎の蜃気楼の前編にあたるのが邂逅編である。

### 風雲縛魔伝
コバルト文庫。全7巻。挿絵は桑原祐子。
真田幸村に仕える女忍者、風音と葛葉の二人は主君より六人の鬼神を捕らえ、神剣＜北斗＞を再生せよとの命令を受ける。
| No. | タイトル                         | 発売日         |
| --- | -------------------------------- | -------------- |
| 1   | 風雲縛魔伝1                      | 1992年12月3日  |
| 2   | 風雲縛魔伝2（黒羽天狗の巻）      | 1993年7月2日   |
| 3   | 風雲縛魔伝3（酒顛童子の巻 前編） | 1994年7月1日   |
| 4   | 風雲縛魔伝4（酒顛童子の巻 後編） | 1994年10月1日  |
| 5   | 風雲縛魔伝5（赤目銀杏の巻）      | 1996年4月25日  |
| 6   | 風雲縛魔伝6（出雲鬼社の巻）      | 2005年7月29日  |
| 7   | 風雲縛魔伝7（北斗復活！の巻）    | 2005年12月22日 |

### 赤の神紋
コバルト文庫。全14巻＋番外編2巻。挿絵は藤井咲耶。
天才劇作家・榛原憂月の呪縛から逃れられずに苦悩する新進作家の連城響生。そんな連城が見いだした青年、葛川蛍は舞台俳優として天才的な才能を持っていた。蛍を自分だけの俳優としておきたい連城だったが、溢れ出る蛍の才能はそれを許さない。演劇界を舞台に渦巻く愛憎劇。
| No. | タイトル                                 | 発売日         | 備考   |
| --- | ---------------------------------------- | -------------- | ------ |
| 1   | 赤の神紋                                 | 1999年7月23日  |        |
| 2   | 赤の神紋 第二章 -Heavenward Ladder-      | 1999年11月2日  |        |
| 3   | 赤の神紋 第三章 -Through the Thorn Gate- | 2000年6月30日  |        |
| 4   | 赤の神紋 第四章 -Your Boundless Road-    | 2000年7月26日  |        |
| 5   | 赤の神紋 第五章 -Scarlet and Black-      | 2000年12月22日 |        |
| 6   | 赤の神紋 第六章 -Scarlet and Black II-   | 2001年7月3日   |        |
| －  | ファイアフライ                           | 2001年7月27日  | 番外編 |
| 7   | 赤の神紋 第七章 -Dark Angel Appearance-  | 2002年2月1日   |        |
| 8   | 赤の神紋 第八章 -Blue Ray Arrow-         | 2003年3月28日  |        |
| －  | 黒鍵                                     | 2004年7月1日   | 番外編 |
| 9   | 赤の神紋 第九章 -Overnight Aria-         | 2004年8月31日  |        |
| 10  | 赤の神紋 第十章 -Double Tempest-         | 2004年12月25日 |        |
| 11  | 赤の神紋 第十一章 -Forbidden Bridge-     | 2005年6月1日   |        |
| 12  | 赤の神紋 第十二章 -Zodiac Eater-         | 2005年9月30日  |        |
| 13  | 赤の神紋 第十三章 -Angelous Glow-        | 2006年9月1日   |        |
| 14  | 赤の神紋 第十四章 -Divine Red-           | 2008年12月26日 |        |

ドラマCD・カセット版
脚本・桑原水菜
1. 赤の神紋 -DIVINE RED-
2. 赤の神紋II -VERVE BLACK-
3. 赤の神紋III -JEALOUS YELLOW-

### シュバルツ・ヘルツ
コバルト文庫。全14巻＋番外編3巻。挿絵は夢花李＆中村龍徳。
重度の心臓疾患を患っている嘉手納奏はドイツで心臓の移植手術を受ける。手術の甲斐があって元気を取り戻す奏だったが、その後彼は謎の人物達に命を狙われていく。サスペンスファンタジー。
| No. | タイトル                      | 発売日         | 備考                       |
| --- | ----------------------------- | -------------- | -------------------------- |
| 1   | シュバルツ・ヘルツ -黒い心臓- | 2006年3月31日  |                            |
| 2   | ワルキューレの雪騎行          | 2006年6月30日  |                            |
| 3   | アリアドネの糸車              | 2006年10月3日  |                            |
| 4   | シヴァの踊る森                | 2006年12月22日 |                            |
| －  | シュバルツ・ヘルツ ゲスタァン | 2007年3月30日  | 番外編（アイザックサイド） |
| 5   | 燃える湖底のラム（前編）      | 2007年10月1日  |                            |
| 6   | 燃える湖底のラム（後編）      | 2007年11月30日 |                            |
| 7   | 神々の脈拍 vital．A           | 2008年4月1日   |                            |
| 8   | 神々の脈拍 vital．B           | 2008年8月1日   |                            |
| －  | カラクムルの機械神            | 2008年10月1日  | 番外編（アイザックサイド） |
| 9   | 神々の脈拍 vital．X           | 2009年1月30日  |                            |
| 10  | 神々の脈拍 vital．XX          | 2009年6月2日   |                            |
| 11  | 監獄のファラオ                | 2009年10月30日 |                            |
| 12  | 亡国のハガラズ                | 2010年1月29日  |                            |
| 13  | オーディーンの熱き鼓動        | 2010年7月30日  |                            |
| －  | アンコールの現人神            | 2010年10月30日 | 番外編（アイザックサイド） |
| 14  | 二重奏(デュオ)を翼にかえて    | 2010年12月1日  |                            |

### イルゲネス
マッグガーデンノベルス。挿絵は黒乃奈々絵。COMIC BLADE ZEBELに連載された小説の書籍化。書き下ろしシナリオの漫画化も行われた。遺伝子操作によるクローン売買が横行する島「イルゲネス」を舞台にした男たちの戦い。
小説版
| No. | タイトル                                     | 発売日        |
| --- | -------------------------------------------- | ------------- |
| 1   | イルゲネス -The Genetic Sodom ILEGENES- 上巻 | 2007年8月29日 |
| 2   | イルゲネス -The Genetic Sodom ILEGENES- 下巻 | 2007年9月29日 |

漫画版
- イルゲネス〜黒耀の軌跡〜（作画：石据カチル、月刊コミックアヴァルス、マッグガーデン、全5巻）
- イルゲネス〜偽翼の交響曲〜（作画：石据カチル、月刊コミックアヴァルス、マッグガーデン、全3巻）上記の続編

### 西原無量のレリック・ファイル
角川書店（ソフトカバー）。カバーイラストは睦月ムンク。天才的な若き遺物発掘師、西原無量。発掘調査中におこる事件の謎に挑む。
| No. | タイトル                                        | 発売日         |
| --- | ----------------------------------------------- | -------------- |
| 1   | ほうらいの海翡翠 西原無量のレリック・ファイル   | 2010年7月30日  |
| 2   | 出雲王のみささぎ 西原無量のレリック・ファイル   | 2010年12月26日 |
| 3   | まだれいなの十字架 西原無量のレリック・ファイル | 2013年9月30日  |

#### 遺跡発掘師は笑わない
角川文庫。カバーイラストは睦月ムンク。西原無量のレリック・ファイルが文庫化され、その際についた副題で、4巻以降は書き下ろし。漫画化も行われた。
小説版
| No. | タイトル                                | 発売日         |
| --- | --------------------------------------- | -------------- |
| 1   | 遺跡発掘師は笑わない ほうらいの海翡翠   | 2014年12月25日 |
| 2   | 遺跡発掘師は笑わない 出雲王のみささぎ   | 2015年4月25日  |
| 3   | 遺跡発掘師は笑わない まだれいなの十字架 | 2015年8月25日  |
| 4   | 遺跡発掘師は笑わない 悪路王の右手       | 2016年6月18日  |
| 5   | 遺跡発掘師は笑わない 悪路王の左手       | 2016年8月25日  |
| 6   | 遺跡発掘師は笑わない 元寇船の眠る海     | 2017年5月25日  |
| 7   | 遺跡発掘師は笑わない 元寇船の紡ぐ夢     | 2017年7月25日  |
| 8   | 遺跡発掘師は笑わない 君の街の宝物       | 2018年1月25日  |
| 9   | 遺跡発掘師は笑わない 縄文のニケ         | 2019年1月24日  |
| 10  | 遺跡発掘師は笑わない 勤王の秘印         | 2019年8月23日  |
| 11  | 遺跡発掘師は笑わない 鬼ヶ島の証明       | 2020年4月24日  |
| 12  | 遺跡発掘師は笑わない あの時代に続く空   | 2020年11月21日 |
| 13  | 遺跡発掘師は笑わない 九頭竜のさかずき   | 2021年5月21日  |

漫画版
- 遺跡発掘師は笑わない ほうらいの海翡翠（作画：睦月ムンク、B's-LOG COMIC、KADOKAWA、全4巻）

### その他

#### 小説
- もうひとつのラブソング（読者大賞受賞作品傑作集）　『風駆ける日』　　1993.02（コバルト文庫）
- 犠牲獣　　2011.07（ビーボーイノベルズ、挿絵：佐々木久美子）
- 百獣王の双子（プラネット・サファリ）　　2012.03（f-Clan文庫、挿絵：オンダカツキ）
- 箱根たんでむ（駕籠かきゼンワビ疾駆帖）　　2012.09（集英社文庫、挿絵：トミイマサコ）
- 神王の禁域　　2013.08（B-BOY SLASH NOVELS、挿絵：高嶋上総）
- 弥次喜多化かし道中　　2014.11（講談社文庫、挿絵：さやか）
- カサンドラ　　2015.11（角川書店、装画：影山徹）

#### オリジナルマンガ原作
- 焔の柩（作画：よしゆき、月刊コミックアヴァルス、マッグガーデン、全3巻）

#### エッセイ
- 炎の蜃気楼紀行―トラベル・エッセイ・コレクション
- 針金の翼
- このライトノベル作家がすごい！（インタビュー記事掲載）

#### イラスト集
- 愛する者へ（東城和実 共著）
- BLOODY MOON 癒えることなき傷口のように―（浜田翔子 共著）

#### 作詞
- COOL SADISM（炎の蜃気楼I イメージアルバム収録）
- 氷結の夜（同上）
- 置いてきた痛みたちへ（炎の蜃気楼II〜わだつみの楊貴妃〜 イメージアルバム収録）
- 難破船（同上）
- ダス・クロイツ - Das Kreuz - （炎の蜃気楼IV〜執愛〜 イメージアルバム収録）
- GUILTY RUBY（同上）
- 皆既月蝕（同上）
- NEVER（同上）
- SAHARA（速水奨オリジナルアルバム「LOVE BALANCE」収録）

カラオケ
DAMに「氷結の夜」配信中
HyperJoyに「Blaze2002」配信中
携帯着メロサイトでミラージュ関連の曲がダウンロードできる模様（「本のメロディ」「レコちょく♪」「アニぱら」など）

### 関連書籍
- 炎の蜃気楼を巡る ミラージュ・フォト紀行 東日本編―（写真・黒崎彰 文・編集部）
- 炎の蜃気楼を巡る ミラージュ・フォト紀行 西日本編―（写真・黒崎彰 文・くすみことこ）
- オウギチャンネル！（くすみことこ著）